# Selektivní katalytická redukce
Selektivní katalytická redukce (anglicky Selective Catalytic Reduction – SCR) je technologie umožňující snížit emise automobilů na spalovací pohon. Jde o jednu ze dvou technologií, které umožňují snížit emise výfukových plynů vznětových motorů na úroveň norem Euro IV a V (druhou je recirkulace výfukových plynů). 
Technologie předpokládá motor upravený maximálně pro snížení produkce pevných částic (PM = Particulate Matter, další z emisí limitovaných legislativou Euro), přičemž při tomto protichůdném procesu je zvýšený obsah NOX redukován následným ošetřením výfukových plynů (anglicky aftertreatment) metodou SCR pod limit předpisu. Snížení obsahu těchto látek (převážně NOX) se dosahuje vstřikováním kapaliny obchodního názvu AdBlue (vodní roztok syntetické močoviny) do výfuku, čímž se většina NOX za přítomnosti chemického katalyzátoru a dostatečné teploty redukuje na vodu (H2O) a dusík (N2). Spotřeba AdBlue činí průměrně jednotky procent spotřebovaného paliva. Při poruše systému (nebo při nedostatku či nesprávné kvalitě AdBlue nebo při nedosažení potřebné teploty) motor funguje dál, pouze stoupnou emise NOX přibližně na úroveň normy Euro III – u většiny vozidel zasáhne v tomto okamžiku v definovaných případech v duchu legislativy OBD (On Board Diagnostic) řídicí jednotka a omezí dle ustanovení (podle hmotnostní kategorie vozu o 25–40 %) výkon motoru, aby donutila řidiče natankovat AdBlue, popřípadě nechat systém opravit. 
Výhodou oproti technologii EGR jsou nižší nároky na chlazení motoru a nižší spotřeba paliva. Nevýhodou je prostor a hmotnost, který tato technologie potřebuje pro nádrž AdBlue (katalyzátor se prostorem a hmotností vyrovná částicovému filtru DPF a chladiči EGR obvykle použitých u konkurenční technologie). I proto se zatím téměř nepoužívá u menších motorů osobních a většiny dodávkových vozidel. Tuto technologii naopak používají téměř všichni výrobci nákladních vozidel a autobusů kromě některých motorů MANu a Scania, které využívají technologii EGR a DPF. Ta je založena na opačném principu – maximálně omezit podíl NOX během spalování a následně dodatečným ošetřením spalin řešit vyšší obsah pevných částic jejich zachycováním a spalováním ve filtru umístěném ve výfukovém potrubí.
Pro splnění americké normy EPA 2010 a evropské Euro VI je většina výrobců nucena obě řešení SCR a EGR kombinovat. Firma IVECO oznámila plnění Euro VI čistě s technologií SCR.